# Кастамону (провінція)
Кастамону́ (тур. Kastamonu) — провінція в Туреччині, розташована в Чорноморському регіоні. Столиця — Кастамону.

## Адміністративний поділ
Іл Кастамону поділяється на 20 районів:
- Абана (Abana)
- Агли (Ağlı)
- Арач (Araç)
- Аздавай (Azdavay)
- Бозкурт (Bozkurt)
- Чаталзейтін (Çatalzeytin)
- Джіде (Cide)
- Дадай (Daday)
- Деврекані (Devrekani)
- Доганьюрт (Doğanyurt)
- Іхсангазі (İhsangazi)
- Інеболу (İnebolu)
- Кастамону (Kastamonu)
- Кюре (Küre)
- Пинарбаші (Pınarbaşı)
- Сейділер (Seydiler)
- Ташкьопрю (Taşköprü)
- Тосья (Tosya)
- Ханьоню (Hanönü)
- Шенпазар (Şenpazar)